# Marrit Leenstra
Marrit Leenstra (Wijckel, 10 maggio 1989) è una pattinatrice di velocità su ghiaccio olandese, campionessa olimpica dell'inseguimento a squadre ai Giochi di Soči 2014.
Il 12 febbraio 2018 conquista la sua prima medaglia olimpica individuale a  Pyeongchang 2018
Dal 2014 è sposata con il pattinatore italiano Matteo Anesi.

## Palmarès

### Olimpiadi
- 3 medaglie:
  - 1 oro (inseguimento a squadre a Soči 2014).
  - 1 argento (inseguimento a squadre a Pyeongchang 2018).
  - 1 bronzo (1500 m a Pyeongchang 2018).

### Campionati mondiali su distanza singola
- 2 medaglie:
  - 1 oro (inseguimento a squadre a Soči 2013);
  - 1 argento (inseguimento a squadre a Inzell 2011).

### Campionati europei
- 4 medaglie:
  - 1 oro (Inseguimento a squadre a Kolomna 2018);
  - 3 bronzi (All-Around a Collalbo 2011, 1000 m e 1500 m a Kolomna 2018).

### Coppa del Mondo
- Vincitrice della Coppa del Mondo dei 1500 m nel 2013.
- 25 podi (4 nei 1000 m, 12 nei 1500 m, 9 nell'inseguimento a squadre):
  - 7 vittorie (2 nei 1500 m, 5 nell'inseguimento a squadre);
  - 10 secondi posti (2 nei 1000 m, 6 nei 1500 m, 2 nell'inseguimento a squadre);
  - 8 terzi posti (2 nei 1000 m, 4 nei 1500 m, 2 nell'inseguimento a squadre).